# Iván Bolado Palacios
Iván Bolado Palacios  (Santander, 3 juli 1989), voetbalnaam Iván Bolado, is een Equatoriaal Guineaans Spaans profvoetballer die als aanvaller speelt.
De speler kende zijn jeugdopleiding in zijn geboortestad bij Racing Santander. Het is bij deze club dat hij op 26 augustus 2007 zijn intrede maakte in de Primera División. Hij was basisspeler in de thuiswedstrijd tegen FC Barcelona. De wedstrijd eindigde in een scoreloos gelijkspel. Zijn eerste doelpunt op het hoogste niveau maakte hij nog hetzelfde seizoen tegen Real Zaragoza. Op 18 mei scoorde hij het doelpunt tegen CA Osasuna waardoor de ploeg zich voor de eerste keer in zijn geschiedenis plaatste voor de UEFA cup.
Tijdens het daaropvolgende seizoen 2008-2009 werd hij voor één jaar uitgeleend aan Elche CF, een ploeg uit de Segunda División A. Het werd een succes waardoor Bolado veel speelminuten verkreeg.
Na één seizoen keerde hij terug naar Racing Santander, waar hij nog twee seizoenen zou spelen. Door een zware blessure tijdens de voorbereiding van het seizoen 2009-2010 kwam de speler maar zelden in de eerste ploeg.
Omdat het voor een jonge speler belangrijk is om spelminuten te verkrijgen, koos hij ervoor om vanaf het seizoen 2011-2012 een tweejarig contract te tekenen bij FC Cartagena, een ambitieuze ploeg uit de Segunda División A. In het begin van het seizoen kon de speler een basisplaats afdwingen, maar op naar het jaareinde verloor hij deze plaats door zijn gebrek aan inzet. Toen hij daarenboven de ploeg in januari 2012 zonder toestemming verliet om samen met Equatoriaal Guinea deel te nemen aan de Afrika cup, was het vertrouwen tussen club en ploeg volledig zoek. Een oplossing werd gevonden in februari 2012 met een uitweg naar CSKA Sofia.  Tijdens de eerste wedstrijd voor zijn nieuwe ploeg, een 2-0-verlies op bezoek bij PSFC Chernomorets Burgas, kwetste hij zich aan zijn knie en bleef hij naast de lijn voor de rest van zijn tweejarig contract.
Voor het seizoen 2013-2014 had hij tijdens de heenronde geen contract.  Voor de terugronde vond hij onderdak bij Real Avilés Club de Fútbol, een ploeg uit de Segunda División B. In de zomer van 2014 ging hij in India voor FC Pune City spelen.  Deze ploeg werd net gevormd en speelde op het hoogste nationale niveau.  Hij speelde zijn laatste wedstrijd in december 2014.

## Internationale carrière
Door zijn dubbele nationaliteit werd hij zowel opgeroepen voor de Spaanse nationale jeugdselecties als voor de nationale ploeg van Equatoriaal Guinea tijdens African Cup of Nations 2012.  Hij speelde zijn laatste wedstrijd in februari 2015.